# غول آبی
در اخترشناسی یک غول آبی (انگلیسی: Blue giant) ستاره‌ای پُرجِرم با دمایی در حدود سی‌هزار کلوین و درخشندگی بیش از ده‌هزار برابر خورشید است. طی مرحله تکامل ستاره‌ای مرحلهٔ هیدروژن‌سوزی را به پایان رسانده و در نمودار هرتسپرونگ-راسل از رشتهٔ اصلی جدا شده است.
دمای سطحی آنها در حدود ۳۰۰۰۰ درجه کلوین است و با توجه به دمای بالایشان، در ناحیه ماوراءبنفش طیف هم دارای تابش قابل توجه هستند. طی تحول ستاره‌ای، سرد و بزرگ شده و به ستاره‌ای غول سرخ تبدیل خواهند شد. این ستارگان در نمودار هرتسپرونگ-راسل در گوشه چپ بالای نمودار قرار دارند، در گوشه دیگر در سمت راست، پایین نمودار، ستاره‌های کوتوله قرمز قرار دارند.
این ستاره ها سه نوع هستند کوتوله سفید . معمولی . بازمانده نوع معمولی یعنی ستاره از رشته اصلی جدا شده و تبدیل به غول آبی شده مانند HP-155836 
نوع کوتوله سفید یعنی یک کوتوله سفید جرم یک ستاره غول سرخ یا ابرغول سرخ را بدزدد خود کوتوله سفید تبدیل به غول سرخ و ممکن است ان ستاره سطح ان اکسید شود و تبدیل به غول ابی شود
نوع بازمانده یعنی یک ابرغول سرد یک ابرنواختر انجام دهد بعد جان سالم به در اورد ان موقع لایه های بیرونی از بین می روند و ستاره ای که اندازه ی نگهبان شمال است اما رنگ ابی به وجود می اید یعنی ان ستاره ای که بزرگ و سرد بود اکنون به ستاره ای با اندازه متوسط و داغ شده است

## ستاره  های غول آبی
اتا شاه تخته بی

## ستاره های نامزد تبدیل به غول آبی
ستاره شباهنگ ممکن است در اواخر عمر به غول سرخ تبدیل شود ولی اگر شباهنگ بی بتواند جرم شباهنگ را بدزدد که این کار بعید است ممکن است در انجام این کار ناکام بماند و خودش به غول سرخ تبدیل شده و شباهنگ به غول آبی تبدیل شده 